# Grabe pri Ljutomeru
Grabe pri Ljutomeru este o localitate din comuna Križevci, Slovenia, cu o populație de 112 locuitori.